# Pookie (véhicule)

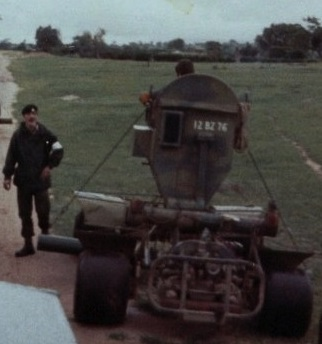
Un Pookie déployé en 1979

Le véhicule Pookie MRAP a été créé pour faire face au minage constant des routes pendant la guerre de Rhodesian Bush.

## Description
Le Pookie était un petit véhicule pour une personne nommé d'après le Galagidae et équipé de gros pneus de Formule 1 achetés d'occasion après le Grand Prix d'Afrique du Sud. Les pneus larges ont empêché la détonation des mines enterrées en exerçant moins de pression au sol qu'une empreinte humaine et en couvrant la circonférence des mines. Le véhicule a été fabriqué avec des pièces facilement disponibles du Volkswagen Kombi et ressemble à un petit go-kart avec une cabine surélevée pour protéger le conducteur. Le fond de la cabine avait une coque renforcée en forme de V pour dévier le souffle loin de l'opérateur.
Selon Trevor Davies Engineering, fabricant du Pookie, "Sur les 76 véhicules construits entre 1976 et 1980, aucun n'a jamais fait exploser de mine, bien que 12 aient été perdus et deux conducteurs aient été tués.". Des mines déclenchées à distance étaient responsables de la perte des 12 véhicules.
En 1999, un nombre inconnu de nouveaux Pookies ont été fabriqués par MineTech, une société britannique spécialisée dans la lutte contre les mines. Le MineTech Pookie était pratiquement identique au Rhodesian Pookie, seulement équipé d'un moteur différent et d'améliorations détaillées telles que la direction hydraulique. Il a été déployé en Afghanistan et en Somalie par des entreprises privées de déminage.

## Sources et références
1. 1 2 3  « Pookie » [archive du 13 novembre 2008] (consulté le 12 août 2008)
2. ↑  IED’s, Mines, Route Clearance and Talisman